# Benthoxystus
Benthoxystus là một chi ốc biển, là động vật thân mềm chân bụng sống ở biển trong họ Muricidae, họ ốc gai.

## Các loài
Các loài thuộc chi Benthoxystus bao gồm:
- Benthoxystus columnarius (Hedley & tháng 5 năm 1908)[2]
- Benthoxystus petterdi (Brazier in Crosse, 1870)[3]